# Tyrannoscelio crenatus
Tyrannoscelio crenatus är en stekelart som beskrevs av Arias-penna 2007. Tyrannoscelio crenatus ingår i släktet Tyrannoscelio och familjen Scelionidae. Inga underarter finns listade i Catalogue of Life.